# ایتسوکی سومنو
ایتسوکی سومنو (ژاپنی: 染野 唯月؛ زادهٔ ۱۲ سپتامبر ۲۰۰۱) یک بازیکن فوتبال اهل ژاپن است.
از باشگاه‌هایی که در آن بازی کرده‌است می‌توان به باشگاه فوتبال کاشیما آنتلرز اشاره کرد.